# Mr. Woodcock
Mr. Woodcock è un film statunitense del 2007 diretto da Craig Gillespie.